# ノーベル委員会

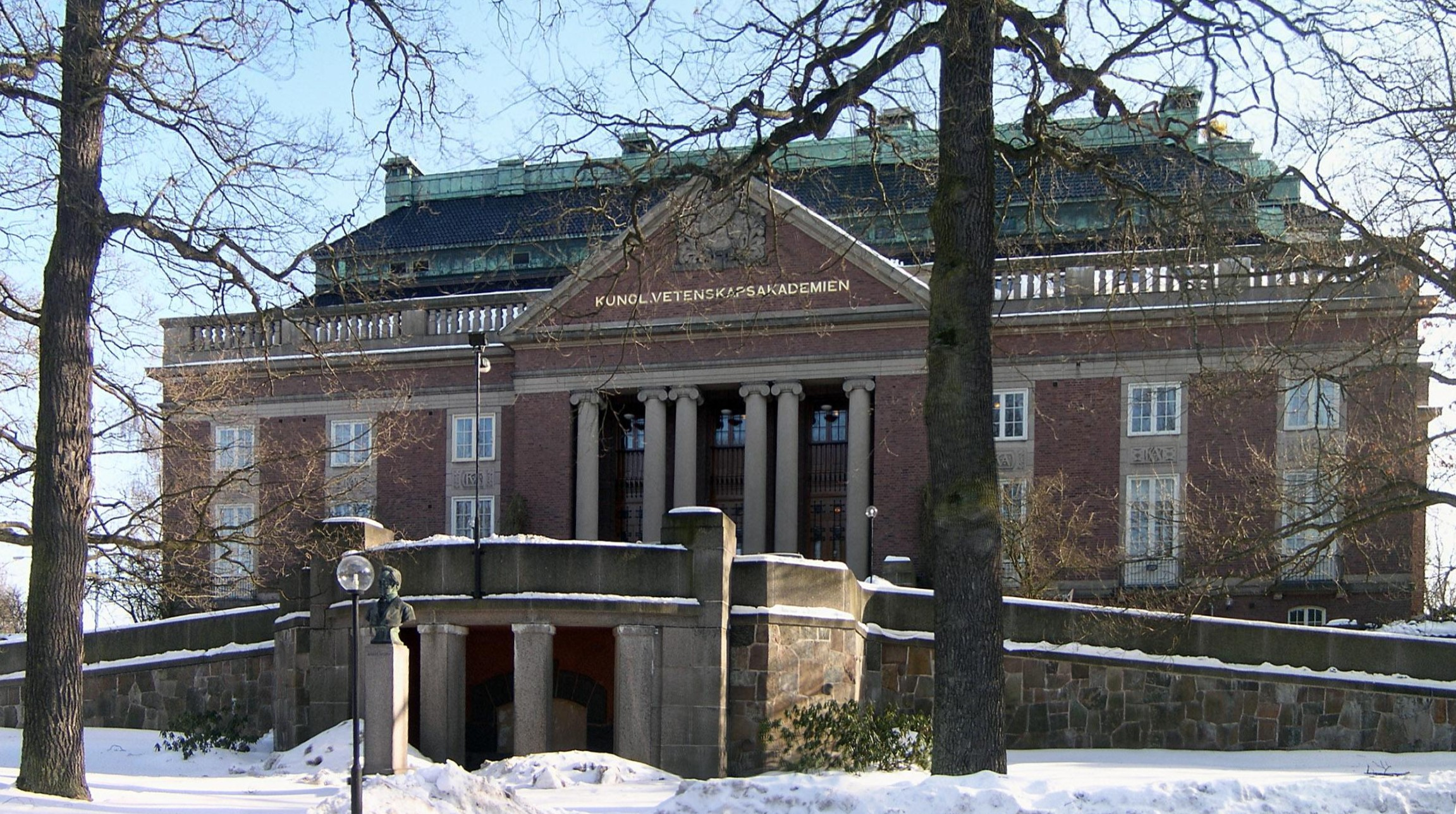
ノーベル委員会のうち物理学委員会と化学委員会、および経済学委員会が設置されているスウェーデン王立科学アカデミー

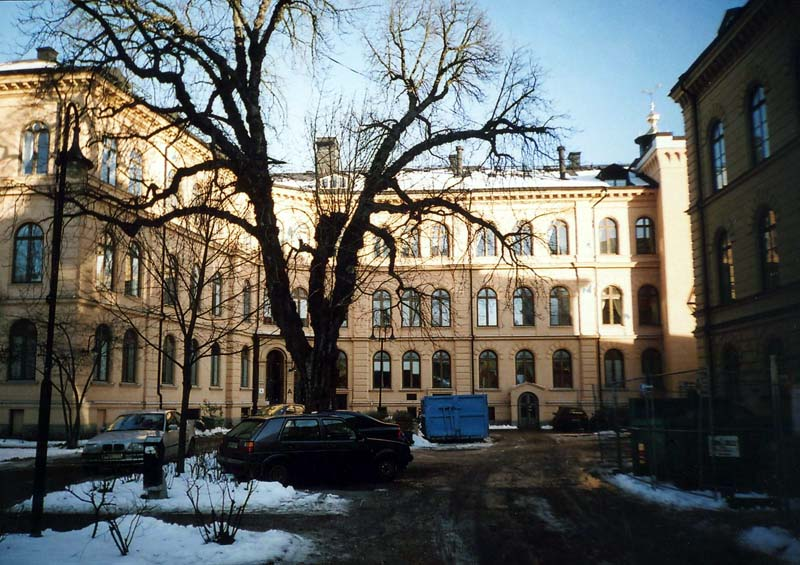
ノーベル生理学・医学委員会が設置されているカロリンスカ研究所

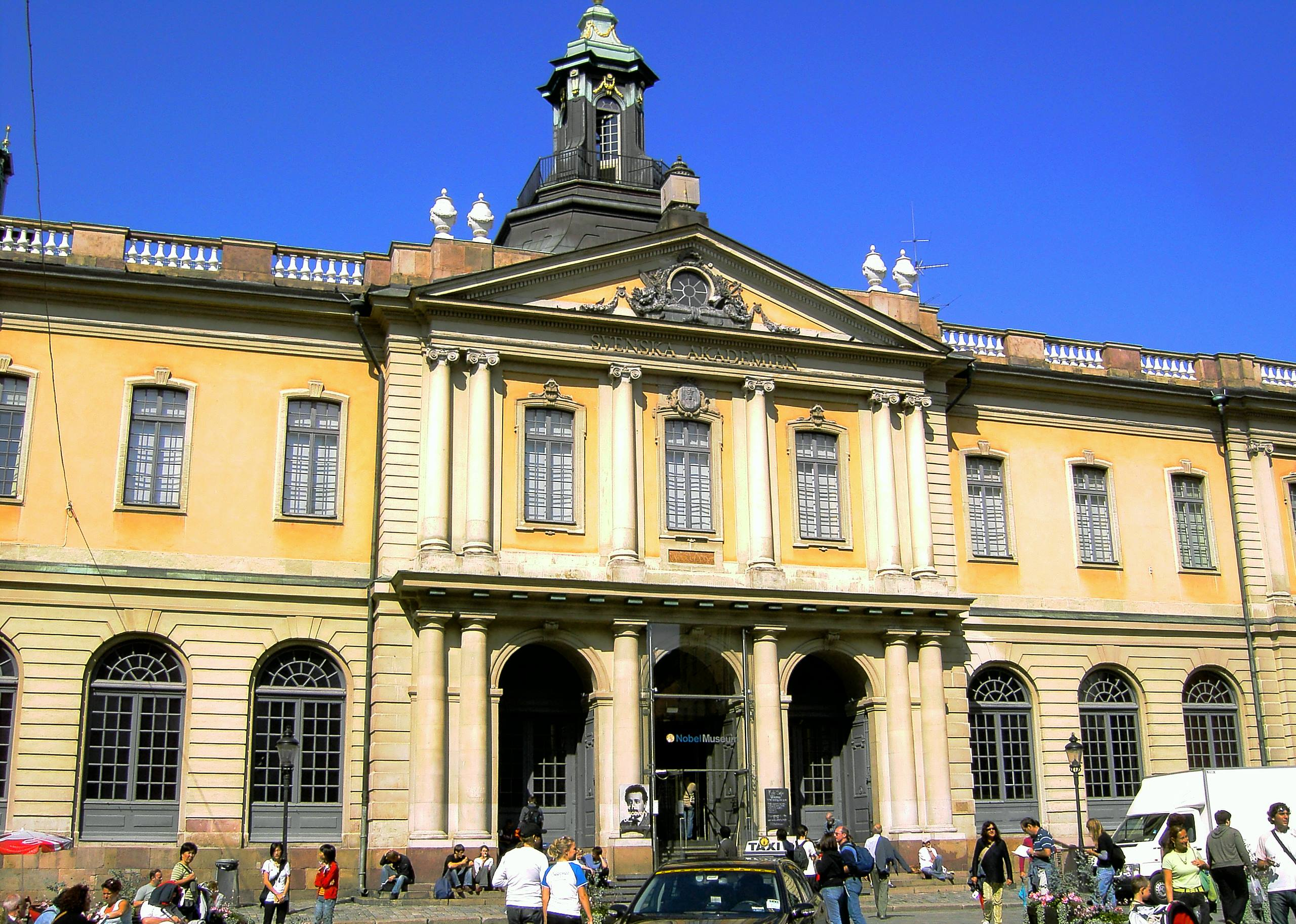
ノーベル文学委員会が設置されているスウェーデン・アカデミー

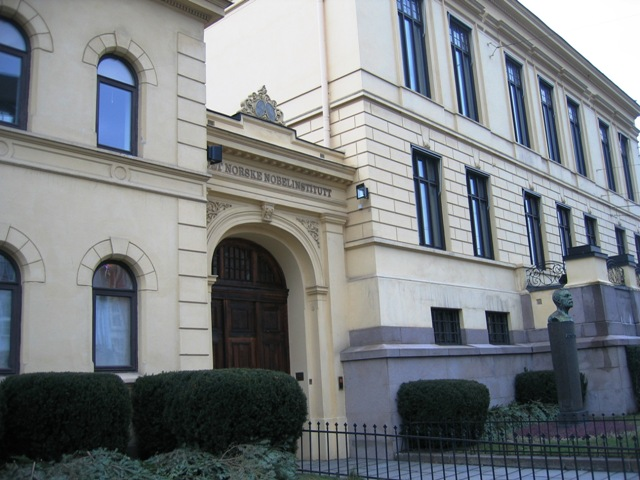
平和賞を選出するノルウェー・ノーベル委員会が設置されているノルウェー・ノーベル研究所

ノーベル委員会（ノーベルいいんかい、英語: Nobel Committee、スウェーデン語: Nobelkommitté）は、ノーベル賞受賞者の選定に関わる作業の大半を担当する作業部会である。ノーベル賞の各部門に対応して5つのノーベル委員会がある。
ノーベル委員会のうち4つの委員会（物理学、化学、生理学・医学、文学）は、それぞれの賞の授与機関（スウェーデン王立科学アカデミー、カロリンスカ研究所、スウェーデン・アカデミー）内に設置された作業部会である。これら4つのノーベル委員会は受賞者を提案するだけで、最終的な決定は各機関の会合で採択される。この会合は、物理学賞、化学賞、文学賞の場合はアカデミーの全会員から、生理学・医学賞の場合は50人のメンバーからなるカロリンスカ研究所ノーベル会議で構成される。
5つ目のノーベル委員会はノーベル平和賞を担当するノルウェー・ノーベル委員会である。この委員会は、作業部会でも賞の決定体でもない、別の地位を築いている。
なお、ノーベル経済学賞は正式にはノーベル賞の一部ではないため、スウェーデン王立科学アカデミーに設置されている経済学賞の選考委員会（アルフレッド・ノーベル記念経済学賞委員会）はノーベル委員会ではないが、受賞者の選考と決定はノーベル賞に準じて行われる。